# Адам Вараді
А́дам Вара́ді (чеськ. Adam Varadi, нар. 30 квітня 1985 року, Фрідек-Містек) — чеський футболіст, нападник клубу «Сениця».

## Клубна кар'єра
Народився 30 квітня 1985 року в місті Фрідек-Містек. Вихованець юнацьких команд футбольних клубів «Фридек-Містек» та «Банік».
У дорослому футболі дебютував 2003 року виступами за команду клубу «Банік», в якій провів один сезон, взявши участь у 15 матчах чемпіонату.
Згодом у 2005 році грав у складі команд клубів «Вікторія» (Жижков) та «Тепліце».
Своєю грою за останню команду знову привернув увагу представників тренерського штабу клубу «Банік», до складу якого повернувся 2006 року. Цього разу відіграв за команду з Острави наступні два сезони своєї ігрової кар'єри. Більшість часу, проведеного у складі «Баніка», був основним гравцем атакувальної ланки команди.
Протягом 2008–2009 років захищав кольори команди клубу «Вікторія» (Пльзень).
У 2009 році повернувся до «Баніка». Цього разу провів у складі його команди два сезони. Граючи у складі «Баніка» також здебільшого виходив на поле в основному складі команди.
Протягом 2011–2012 років захищав кольори команди клубу Сігма (Оломоуць).
До складу клубу «Сениця» приєднався 2012 року, де нині грає на правах оренди.

## Виступи за збірні
У 2000 році дебютував у складі юнацької збірної Чехії, взяв участь у 43 іграх на юнацькому рівні.
Протягом 2004–2006 років залучався до складу молодіжної збірної Чехії. На молодіжному рівні зіграв у 6 офіційних матчах.